# Will Kesseler
Wilhelm Bernard Adolph Nicolas Henri (Will) Kesseler (Mersch, 17 augustus 1899 – Luxemburg, 24 september 1983) was een Luxemburgs schilder en tekenaar.

## Leven en werk
Will Kesseler was een zoon van Adolph Kesseler en Susanna Zegers. Hij werd opgeleid aan de kunstacademie van München en in Parijs aan de Académie Julian en de École nationale supérieure des beaux-arts. Kesseler werkte als projectmanager voor een aantal spoorwegmaatschappijen en woonde tussen 1924 en 1969 in Belgisch-Congo en Tsjaad. Na de onafhankelijkheid van Congo (1960) werkte hij voor Europese projecten in Centraal-Afrika.
Kesseler tekende en maakte olieverfschilderijen, aquarellen en gouaches van vooral landschappen en stillevens. In zijn werk is de invloed van de Parijse School zichtbaarder dan die van München. Hij ontwikkelde zich tot een expressionistisch schilder, dicht bij de fauvisten. Hij bleef tijdens zijn Afrikaanse jaren ook in Luxemburg exposeren, hij had onder meer solotentoonstellingen bij galerie Bradtke en het Centre des Arts Krippler-Muller in Luxemburg-Stad en nam deel aan de salons van de Cercle Artistique de Luxembourg. In 1946 en in 1950 (tegelijkertijd met Frantz Kinnen) ontving hij voor zijn werk de Prix Grand-Duc Adolphe. Vanaf begin jaren 50 ging Kesseler meer abstract werken. In 1959 nam hij deel aan de tweede salon van de kunstbeweging Iconomaques, waar avant-gardekunst werd getoond van onder anderen Will Dahlem, François Gillen, Emile Kirscht, Wenzel Profant, Joseph Probst en Lucien Wercollier. 
Zijn laatste tentoonstelling had hij in het voorjaar van 1983 bij Galerie Kutter. Will Kesseler overleed later dat jaar, op 84-jarige leeftijd.
- Gemeinsame Normdatei: 172695627
- Musée national d'archéologie, d'histoire et d'art: lkl000817
- Virtual International Authority File: 192020791
- WorldCat: E39PBJjMDqDhW34FRKJhfjH9jC